# Daniela Araújo
Daniela Araújo (São Paulo, 11 de agosto de 1984) nome artístico de Daniela Araújo de Souza, é uma cantora, compositora, multi-instrumentista, produtora musical e arranjadora brasileira, com trabalhos dentro do meio pop e da música cristã contemporânea.
Tornou-se notória com o disco "Daniela Araújo" (2011), que revelou-a no cenário musical nacional. Em seguida, o álbum "Criador do Mundo" (2014) foi responsável por solidificar sua notoriedade, tendo alcançado o primeiro lugar de vendas no iTunes na época de lançamento. Em seguida, a artista partiu para a produção de novas obras, como "Criador do Mundo ao Vivo" (2016) e o projeto "Doze" (2017), escrito e gravado com a colaboração dos seus fãs. No ano de 2018, a artista lançou dois singles, "Ruídos" e "Sonhadora". Em agosto de 2019, a cantora lançou pela ONErpm seu primeiro single em espanhol, “Mi Jesús”, com participação de Evan Craft. Em novembro de 2019, lançou o EP "Catarse: Lado A" (indicado ao Grammy Latino em 2020, na categoria "Melhor álbum de música cristã em língua portuguesa", porém não venceu), e em março de 2021, "Catarse: Lado B" (indicado ao Grammy Latino em 2021, na mesma categoria; também não venceu). Os álbuns fazem parte do projeto "Catarse", que durou aproximadamente 6 anos para ser concebido completamente.

## Carreira
Nascida em lar assembleiano, filha de artistas da música cristã brasileira, sendo seu pai, Jorge Araújo, renomado cantor e produtor musical, e sua mãe, Eula Paula, cantora pentecostal, Daniela passou sua infância e adolescência em estúdios, gravações e shows. Junto com seus irmãos, Daniela integrou o grupo Turma do Barulho, que alcançou grande sucesso no país durante a década de 90.
Depois que se casou com o cantor Leonardo Gonçalves, Daniela continuou a trabalhar em seu primeiro trabalho solo, Daniela Araújo, que foi lançado em 2011 pela Sony Music Brasil.[carece de fontes?] O álbum, que agradou tanto a críticos como ao público de maneira geral, lhe rendeu uma indicação à categoria “Revelação” no Troféu Promessas em 2012. Daniela lançou 4 videoclipes deste CD em seu canal da VEVO (que ultrapassaram milhões de views): “Guia-me”, “Milímetro”, “Dono dos Meus Dias” (finalista do Troféu Promessas 2013) e “De Deus”.
Em 2013 iniciou a produção de seu segundo álbum, Criador do Mundo, lançado em maio de 2014, que chegou a ser líder de vendas no iTunes nacional. Com o projeto, distribuído pela Onimusic, a artista solidificou sua popularidade no meio evangélico.
Nesta época, Daniela trabalhou em paralelo com seu irmão, o produtor Jorginho Araújo, na produção de diversos discos evangélicos, como "Geração de Jesus", de Jotta A (2013), "Pra Onde Iremos?", de Gabriela Rocha (2014), "Lugar Secreto" de Bekah Costa (2015) e ‘’Até Sermos Um" de Priscilla Alcantara (2015).
Em janeiro de 2017, liberou pela Som Livre o álbum Doze, cuja proposta era de apresentar canções que a artista escreveu com base em temas sugeridos pelo público. O projeto teve cooperação dos fãs pelas redes sociais da artista, que durante o ano de 2015, davam sugestões de temas para a composição e produção de músicas, que seriam lançadas durante todos os meses do ano de 2015. Isso foi o desafio que a artista recebeu. Durante o desenvolvimento do projeto, ainda foi produzido o clipe da canção mais famosa do projeto, correspondente ao mês de Abril, "Nação da Cruz". O projeto teve continuidade em 2016, quando a cantora entrou para o cast da gravadora Som Livre, recebendo o apoio da gravadora para finalização e lançamento do projeto. A primeira canção do projeto lançada foi "Fevereiro", e a que encerrou o ano de 2015 foi "Novembro". Com conclusão do projeto em 2016, fora lançadas "Janeiro", "Dezembro" e uma canção bônus "Seja o Centro". Esta canção contou com a participação da cantora Fernanda Brum, mais a produção de um clipe. O álbum Doze envolveu as participações de artistas como Mauro Henrique (vocalista da Oficina G3), DJ PV, Priscilla Alcantara e o rapper Kivitz.[carece de fontes?] O projeto recebeu o nome "Doze" com a ajuda dos fãs; Doze por causa dos 12 discípulos de Jesus e por causa de como foi gravado — nos doze meses do ano. Em 2017, aconteceu a gravação do DVD Doze, com versões ao vivo das músicas do álbum.
Ainda em 2017, com parceria da Som Livre, a cantora realizou a gravação de lives de alguns dos seus sucessos: uma versão acústica da canção "Guia-me". Em setembro do mesmo ano, lançou 2 canções em parceria com a Deezer, "Sala" e "Luz".
Em 2018, a cantora lançou os singles "Ruídos" e "Sonhadora". Em novembro, lança o clipe de "Sonhadora", chegando a posições de um dos vídeos mais assistidos da semana na plataforma YouTube.
Em 2019, Daniela assina com a ONErpm e dá continuidade ao seu trabalho na América Latina, lançando “Mi Jesús” com Evan Craft, lhe rendendo milhões de acessos no youtube e nas plataformas musicais. No mesmo ano, grava a música “Lento” com o grupo equatoriano Vaes, e a música “Party Love” com os colombianos Kev Miranda e Dominico Gonzalez, ambas lançadas em 2020.
Enfim, o álbum Catarse Lado A é lançado e concorre ao Grammy Latino. No próximo ano, Catarse Lado B é lançado e concorre ao Grammy Latino mais uma vez. Pela primeira vez na história, uma artista concorre ao Grammy com o mesmo projeto, em anos consecutivos.
Em 2022 ao assinar com a Todah Music, a cantora gravou um single chamado Promessas com participação de Jessé Aguiar, sendo destaque no YouTube e no Deezer alguns dias após o lançamento. Nas redes sociais, a cantora disse que ainda em 2022 lançará um extended play ainda sem nome definido. A obra será gravada e sonorizada no Palacete Rosa, em São Paulo.

## Vida pessoal
Em 2006, nos ensaios para a gravação dos vocais do DVD Deus de Promessas ao Vivo, da banda Toque no Altar, conheceu Leonardo Gonçalves, também cantor, que viria a se tornar seu marido posteriormente. Os músicos se mantiveram juntos por anos até que, em 2015, Daniela anunciou o divórcio em suas mídias sociais.
Em agosto de 2017, foram divulgados áudios onde a cantora aparece sob efeito de drogas.[carece de fontes?] A produção da cantora pediu aos fãs compreensão, informando que Daniela estava com a família e não se pronunciaria ainda sobre o assunto. O ocorrido levou a cantora a afastar-se das redes sociais e, também, a fazer uma pausa na carreira para iniciar seu tratamento.
Meses depois, a cantora reativou suas redes sociais onde fez o primeiro contato com os seguidores após o ocorrido, revelando que estava passando um tempo na Estância Paraíso, em Belo Horizonte, sendo pastoreada e bem tratada por uma equipe liderada pela Pra. Ezenete Rodrigues.
Daniela teve a oportunidade de se desculpar e se reencontrar em sua vida com Deus. Durante o processo, muitos cristãos de todo o Brasil mandaram mensagens de apoio para a cantora. Em 2018, voltou ao ministério com sua nova canção “Ruídos”, que contém sua trajetória pessoal contada como forma de testemunho. E também, lançou a música "Sonhadora".
Em janeiro de 2020, a cantora compartilhou em suas redes sociais que estava em um relacionamento com o produtor musical André Nine.[carece de fontes?] A novidade foi anunciada em um momento de perguntas e respostas que a cantora fez com os seus seguidores no Instagram. Ao ser questionado sobre sua fé, André respondeu que é "cristão raiz" e é filho de Vavá Rodrigues, compositor muito conhecido no meio gospel.[carece de fontes?] Atualmente, Daniela é casada com André. Eles namoraram pouco tempo e decidiram casar. "Decidi viver esse momento no privado por inúmeros motivos. Um dos motivos foi poder ter a privacidade que eu nunca tive e a liberdade de escolher o que eu queria pra mim sem a interferência da opinião pública", disse a cantora.[carece de fontes?].
No final do mês de junho de 2020, a cantora anuncia que está grávida. Nas redes sociais de Daniela e André foi publicado um vídeo, no qual as famílias de cada um reagem à notícia da gravidez da artista. No vídeo ela mostra a ultrassonografia do bebê e posteriormente, revelou que era um menino, e deu o nome de Lucca. Em agosto de 2022, Daniela dá a luz a mais um menino, e o chamou de João. Hoje, ela vive com sua família em São Paulo, capital.[carece de fontes?]

## Discografia
Álbuns de estúdio
- Daniela Araújo (2011)
- Criador do Mundo (2014)
- Doze (2017)

EP
- Verão (Ao Vivo) (2017)
- Outono (Ao Vivo) (2017)
- Inverno (Ao Vivo) (2017)
- Primavera (Ao Vivo) (2017)
- Catarse: Lado A (2019)
- Catarse: Lado B (2021)

Álbuns ao vivo
- Criador do Mundo (Ao Vivo) (2016)
- Catarse: Lado A (Live) (2020)

Videografia
- Criador do Mundo (Ao Vivo) (2016)